# پاراگاهاولا
پاراگاهاولا (به لاتین: Paragahawela) یک منطقهٔ مسکونی در سری‌لانکا است که در استان مرکزی (سری‌لانکا) واقع شده‌است. پاراگاهاولا ۲٬۱۶۸ نفر جمعیت دارد و ۳۷۰ متر بالاتر از سطح دریا واقع شده‌است.